# رض الوجه
رض الوجه (بالإنجليزية: Facial trauma)، ويسمى أيضًا الرض الوجهي الفكي (بالإنجليزية: Maxillofacial trauma)، وتطلق هذه التسمية على أي إصابة جسدية تلحق بالوجه. يمكن أن يشمل الرض الوجهي إصابات الأنسجة الرخوة كالحروق أو التهتكات أو الكدمات أو كسور عظام الوجه مثل كسور الأنف وكسور الفك، وكذلك الرضوض كإصابات العين. تكون الأعراض نوعية للإصابة، فمثلًا قد تنطوي الكسور على ألم أو تورم أو فقدان الوظيفة العضوية أو تبدلات في هيكلية الوجه.
من المحتمل أن تسبب إصابات الوجه تشوهًا وفقدانًا للوظيفة العضوية؛ على سبيل المثال، يمكن أن تؤدي إلى العمى أو صعوبة بتحريك الفك. رغم أنها نادرًا ما تكون مهددة للحياة، إلا أن رضوض الوجه يمكن أن تكون مميتة أيضًا، لأنها يمكن أن تسبب نزيفًا حادًا أو أن تعيق مجرى التنفس؛ وبالتالي فإن أولوية العلاج هو التأكد من أن مجرى الهواء مفتوح وغير مهدد كي يتمكن المريض من التنفس. اعتمادًا على نوع إصابة الوجه، قد يشمل العلاج تضميد وخياطة الجروح المفتوحة، وتطبيق الثلج، والمضادات الحيوية ومسكنات الألم، وإعادة العظام إلى مكانها، والجراحة. عند الاشتباه في حدوث كسور، يُستخدم التصوير الشعاعي لوضع التشخيص. قد يكون العلاج ضروريًا أيضًا للإصابات الأخرى كالإصابات الدماغية الرضية التي تصاحب عادةً رضوض الوجه الشديدة.
في البلدان المتقدمة، كان السبب الرئيسي لصدمات الوجه هو حوادث السيارات، لكن العنف بين الأشخاص تصدر قائمة الأسباب؛ بيد أن حوادث السيارات ماتزال السبب السائد في البلدان النامية وأحد الأسباب الرئيسية في أماكن أخرى. وبالتالي تشمل جهود الوقاية حملات توعية لتثقيف الجمهور حول تدابير السلامة كأحزمة المقاعد وخوذات الدراجات النارية، وقوانين منع القيادة غير الآمنة تحت تأثير الكحول. تشمل الأسباب الأخرى لرضوض الوجه السقوط والحوادث الصناعية والإصابات الرياضية.

## العلامات والأعراض
قد تترافق كسور عظام الوجه، كسائر الكسور الأخرى، مع الألم والكدمات وتورم الأنسجة المحيطة (يمكن أن تحدث هذه الأعراض بدون الترافق مع كسور أيضًا). قد تترافق كسور الأنف أو قاعدة الجمجمة أو الفك العلوي مع رعاف غزير. قد تترافق كسور الأنف مع تشوه الأنف، بالإضافة إلى التورم والكدمات. يشير وجود التشوه في الوجه كعظم الوجنة الغائر أو الأسنان غير المتحاذية بشكل صحيح إلى وجود كسور. يمكن أن يشير عدم التناظر إلى حدوث كسور في الوجه أو تلف الأعصاب. غالبًا ما يعاني الأشخاص المصابون بكسور الفك السفلي من ألم وصعوبة في فتح أفواههم وقد يعانون من خدر في الشفة والذقن. مع كسور لوفور، قد يتحرك منتصف الوجه بالنسبة لبقية الوجه أو الجمجمة.

## سبب
تعد آليات الإصابة كالسقوط والاعتداءات والإصابات الرياضية وحوادث المركبات من الأسباب الشائعة لرضوض الوجه لدى الأطفال وكذلك البالغين. تعتبر الاعتداءات الكليلة، كالضربات بقبضة اليد أو الأشياء، سببًا شائعًا لإصابة الوجه. يمكن أن تنتج إصابات الوجه أيضًا عن إصابات الحرب كالطلقات النارية والانفجارات. تشمل الأسباب الأخرى هجمات الحيوانات والإصابات المتعلقة بالعمل كالحوادث الصناعية. تعتبر إصابات المركبات أحد الأسباب الرئيسية لإصابات الوجه. يحدث الرض عادة عندما يصطدم الوجه بجزء من داخل السيارة كعجلة القيادة. بالإضافة إلى ذلك، يمكن أن تسبب الوسائد الهوائية خدش القرنية وتهتكات (جروح) في الوجه عند تفشي الجروح.